# Ямомети
Рід Ямометів, також відомий як Ямометичі або Ямометовичі — один із дванадцяти знатних племен Хорватського королівства, згаданих у Pacta conventa (1102). Родом із Далмації, у XIV столітті це прізвище також згадується в Залумії, можливо, це гілка хорватського племені, але спорідненість залишається невизначеною.

## Етимологія
Родини в джерелах також згадуються як Giamometorichi, Giamometovich, Iamomet, Jammomethi, Jamometich, Jamometigh, Yamometi, Yamometh, Jamomethorum.

## Герб

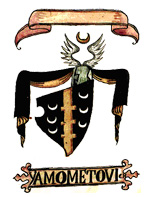
Герб Ямометів з Фойницького гербовника, XVII ст.

У Корєніч-Неоричському гербовнику (1595), підписаному як Ямометович, їхній герб мав щит чорного кольору, поділений золотим стовпом із трьома поперечинами з кожного боку. УЗ боків було по три ріжками вгору срібні півмісяці в стовп. На шоломі був коронований чорний Тритон, який з лука пускає золоту стрілу. Мантія шолома чорно-золота.
Герб був включений і до Фойницького гербовника (XVII століття), але замість Тритона шолом має пару білих крил, посередині яких зображено золотий півмісяць. Саракський гербовник (1746), підписаний як Xamometoevich, і Гербовник Зібмахера Бойничича: Шляхта Хорватії та Славонії (1899), мали такий самий стиль герба, як і герб Корєніча-Неорича.

## Хорватська гілка
Їхні початкові маєтки, ймовірно, були розташовані в північно-західній і центральній частині Луцької жупанії, зокрема в Крбавац Луг, Крнежа, Магліне, Подлуж'є, Росуле, Менішич і поблизу Островиці. Найдавнішим відомим представником роду є жупан Ioannem de genere Jamomet(ith)orum, один із дванадцяти шляхтичів, згаданих у Pacta conventa (1102), які вели переговори з Коломаном, королем Угорщини, але документ радше вважається середнім Підробка XІV ст. Проте, вважається, що рід, ймовірно, існував у ХІІ столітті. Першими достеменно відомими членами є свідки Pripico et Dobrano Jamometi з 1240 року щодо земельного позову біля Біограда-на-Мору. До 1270 року Містіхна отримав кілька маєтків у Сельцах, де мав кріпаків, і, ймовірно, жив у Задарі як громадянин, як і Борислав (1303). У середньовічній парафії Підлуж'я була розташована романська церква ХІІ-ХІІІ століття, присвячена Святому Юрію.
З кінця ХІІІ століття деякі члени постійно проживали в статусі знатних громадян у місті Нин. У 1284 році згадується Мойша, син Гранко, і останній, ймовірно, був громадянином з тим же іменем, який володів солеварнями на Пазі в 1292 році. Сучасним видатним членом родини був Вучета, який служив мером Нина (1284—1302).) і Спліта (1304—1307). Він був одружений з Єленою, сестрою бана Павла I Шубича з Брибіра, і з 1293 року був делегатом хорватського бана при Неаполітанському дворі. Його син, Міховіл, мав титул лицаря, був на службі у Шубичів, змінив свого батька на посаді бургомістра Нину (згадується в 1306—1307 рр.) і, ймовірно, загинув під час воєн Младена II Шубиіча з Брибіра. Його син Іван також мав лицарський титул, жив у Нині, де мав шляхетський статус і заснував рід Міхалєвичів.
Після падіння Младена II рід втратив статус. У 1322 році згадується якийсь Харбоня або Хербоня Будчич, чиї спадкоємці мали землю Крніца поблизу Крбавац-Луг (сьогодні частина Радовин), а десятьма роками раніше землю Яране. У 1351 році Радослав, син Зарнука, отримав маєток у Порічанах. У 1366 р. Нікола Шербуїг з Ніну купив землю в Прагулях, а в 1373 р. згадуються Хлапац і Радослав Прибишевич. У 1383 році шляхтич Неліпац Ямомет мав маєтки, які межували з Крбавац Луг і Снояці. У 1389 році шляхтич Гргур Клічкович de genere Iamomet жив у Підлужжі і продав там частину земель. Через рік шляхтич Гостіша Крижанич de genere Jamomet продав частину землі в селі Росуле. У 1391 році Юрай, син Павла з Ямомета з села Менісце, продав частину землі в Підлужжі. Того ж року згаданий раніше Гостіша продав частину землі в Росулі, про що свідчить Юрай.
У 1412 році Остоя Новакович був громадянином Нину. Деякі члени, такі як Ловро з Дражміла, отримали громадянство Задара. Він мав маєтки в Біляне, які продав у 1425 році влаху Міловації Білоєвичу, у Каменяні з 1436 року та в 1441 році в Турані за 1600 дукатів, а також торгував тканинами та вклав 1500 дукатів у торгову асоціацію. У 1433 і 1440 роках згадується Вукашин Анчич de genere Jamomet, який мав функцію дворянського судді в жупанії Лука. У 1481 році останній раз згадується в околицях Задара. У другій половині XV століття, в 1483 році біля замку Острожац в районі Поуньє були кілька племінних маєтків, якими керували Бурич і Юрай Мітковичі. Село Ямовеч, пізніше назване Ямометом, угорським королем Карлом I з 1330 року було подаровано родині Бабонічів.

### Відомі члени
- Андрія Ямометич (1420/1425–1484), домініканський священик, дипломат і гуманіст, родина якого походила з Нину. З 1475 року був провінціалом грецької домініканської провінції, з 1476 року — архієпископом Круї в Албанії, а з 1478 року — у дипломатичних місіях Фрідріха III, імператора Священної Римської імперії. На Нюрнберзькому сеймі 1481 року закликав до об'єднаних європейських зусиль проти завоювання Османської імперії, і через критику кумівства та розпусти при дворі Папи Сікста IV. На короткий період часу Папа його ув'язнив. У 1482 році він намагався організувати продовження Базель-Ферраро-Флорентійського собору, за допомогою якого було б проведено оновлення Церкви та боротьбу з османами, але за дорученням Папи та імператора був ув'язнений у Базелі, де помер за підозрілих обставин. Коли його відлучили від церкви, його останки кинули в річку Рейн. Головною його працею була Proclamatio concilii Basiliensis (1482).[16][17]

## Боснійська та Герцеговинська гілки
У XІV столітті гілка, можливо, двоюрідних братів Вучети була винагороджена деякими маєтками в Захлумії, які згадуються з 1333 по 1466 рік. Проте їхні стосунки з Ямометичами в Далмації та Поун'є неясні. З ними також, ймовірно, пов'язані прізвища Момета та її гілка Обрадовичів з Неретви, зв'язок яких із хорватським племенем також невідомий.
В першу чергу вони згадуються в документах Республіки Рагуза (Дубровник), в околицях якої були їх маєтки. Найдавнішим членом є Вукослав (1333), який якимось чином пов'язаний з Мілтеном Драживоєвичем, предком шляхетного роду Санковичів. Рід Радослава (1367), сина Рашка (1389), який перебував на службі у знатного роду Павловичів у 1419 році, та онука Драгіші (1419, 1423, 1426), був у добрих стосунках із Дубровником і мав деякі маєтки в Конавле. Однак, коли Конавле було продано Радославом Павловичем у 1426 році, Рашко та Драгіша залишили свої маєтки, а доля роду невідома.
Інший Вукослав, можливо, правнук першого, був із жупи Попово (1417). У 1436 році він став воєводою, коли, здавалося, служив князю Гргуру Ніколичу, а пізніше, можливо, був частиною роду Косачів. Його братом, ймовірно, був Клапац (1417), якому разом із братами було дозволено переселити свої родини та майно до Стона. До цієї лінії Попово, можливо, належать Радоня (1453), Петар (1464), а також брати воєводи Драгич і Твртко (1465—1466), які були згадані останніми.
У 1423 році Петар Ямомет, чий зв'язок із захлумським Ямометом невідомий, жив у Подвисоко Королівства Боснія і був на службі у короля Твртко II. Був одружений з Йонкою і мав сина Бенко Петровича Ямометича (1448). Його дочка Стануша (1448) була одружена зі Стьєпком Прибісаличем Мурвічем зі Стона.
Викликає сумнів існування якогось Велимира Ямометовича (1446), який нібито керував сербськими землями як представник короля Фоми.